# Томлинсон, Майкл
Майкл Джеймс Томлинсон-Майнорс (англ. Michael James Tomlinson-Mynors), также известен как Майкл Томлинсон (англ. Michael Tomlinson; род. 1 октября 1977, Уокингхэм, Беркшир) — британский политик-консерватор, младший министр по противодействию нелегальной миграции (2023—2024).

## Биография
8 июля 2022 года назначен заместителем лорда-камергера.
7 сентября 2022 года назначен генеральным солиситором без права участия в заседаниях Кабинета.
7 декабря 2023 года назначен младшим министром по противодействию нелегальной миграции в Хоум-офисе правительства Сунака с задачей осуществления плана премьер-министра, который предусматривает отправку прибывших в Великобританию нелегальных иммигрантов в лагеря временного содержания в Руанде на период рассмотрения их прошений о предоставлении политического убежища и вызвал раскол в Консервативной партии (предшественник Томлинсона, младший министр иммиграции Роберт Дженрик ушёл в отставку, сочтя план недостаточно последовательным и обречённым на провал при рассмотрении судебных исков).
17 января 2024 года, комментируя для прессы выраженное лидером профсоюза госслужащих Дейвом Пенманом осуждение ожидаемого требования правительства к государственным служащим игнорировать возможные решения Европейского суда по правам человека против плана направления мигрантов в Руанду, Томлинсон заявил, что государственные служащие должны выполнять указания министров.
5 июля 2024 года после поражения консерваторов на парламентских выборах было сформировано лейбористское правительство Кира Стармера, в котором Томлинсон не получил никакого назначения.